# Brian Labone
Brian Labone (Liverpool, 23 gennaio 1940 – Liverpool, 24 aprile 2006) è stato un calciatore inglese, di ruolo difensore.
Professionista tra il 1958 ed il 1970, ha giocato tutta la carriera nell'Everton.

## Carriera

### Club
Ha debuttato in Premier League con l'Everton nel 1958, diventando presto perno della difesa e giocatore simbolo per l'attaccamento alla maglia. Con la formazione di Liverpool ha vinto due Premier League, nel 1963 e nel 1970, e la FA Cup nel 1966.

### Nazionale
Ha debuttato nella Nazionale maggiore inglese nel 1962, a 22 anni.
Ha fatto parte della spedizione agli Europei del 1968, dove gli inglesi arrivarono terzi, e poi ai Mondiali del 1970, collezionando complessivamente 26 presenze.

## Dopo il ritiro
Dopo aver chiuso con il calcio giocato ha continuato a collaborare a vario titolo con la società dell'Everton. Da sempre rimasto nel cuore dei tifosi, nel 2004 è stato inserito, dopo un sondaggio fra i sostenitori del club, nella formazione ideale di sempre dell'Everton.
È morto a 66 anni.

## Palmarès
- Campionato inglese: 2

Everton: 1962-1963, 1969-1970
- Coppa d'Inghilterra: 1

Everton: 1965-1966
- Charity Shield: 2

Everton: 1963, 1970